# Edward Skilton
Edward Skilton (Londres, 26 de setembre de 1863 – Watford, Hertfordshire, 21 de juny de 1917) va ser un tirador anglès que va competir a començaments del segle xx.
El 1912 va prendre part en els Jocs Olímpics d'Estocolm, amb la participació en dues proves del programa de tir. Va guanyar la medalla de plata en la prova de rifle militar per equips, mentre en rifle lliure, 600 metres fou setzè.